# Pretérito profético

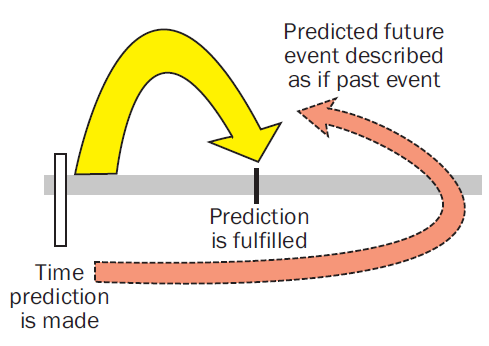
Funcionamento do pretérito profético

O pretérito profético é uma técnica literária comumente usada em textos religiosos  que descreve eventos futuros que são tão certos de acontecer que são referidos no passado, como se já tivessem acontecido. 
1. ↑  «The Prophetic Perfect Tense». Religious Studies Center. Consultado em 29 de fevereiro de 2024
2. ↑  Zuck, Roy B. (April 1, 2002). Basic Bible Interpretation. [S.l.]: David C Cook. ISBN 9780781438773 Verifique data em: |data= (ajuda)